# Nadia Haro Oliva
Nadia Haro Oliva (Moncornet, 11 de abril de 1918 — Cidade do México, 17 de janeiro de 2014) foi uma atriz franco-mexicana.

## Filmografia

### Televisão
- Amor de nadie (1990) .... Marie
- Teresa (1989) .... Eulalia Garay
- Pobre señorita Limantour (1987)
- Herencia maldita (1986) .... Janet
- Los años pasan (1985)
- La fiera (1983) .... Elisa
- Gabriel y Gabriela (1982) .... Carolina Iturbide
- Los Pardaillan (1981) .... Juana de Navarra
- J.J. Juez (1979) .... Paulette Villamora
- La búsqueda (1966)

### Cinema
- El Matrimonio es como el demonio (1969)... Elena
- El día de la boda (1967)... Elena
- Cuernavaca en primavera (1966)... en el segmento "El Bombom"
- El ángel exterminador (1962)... Ana Maynar
- Amor en la sombra (1960)
- Yo pecador (1959)
- Misterios de la magia negra (1958)... Eglé Elohim
- Donde el círculo termina (1956)

### Teatro
- Esa monja no
- Nina
- La Vedette y el cardenal
- La hora soñada
- Madame Bovary
- Los de abajo (1950)
- Tovarich
- El amor de cuatro coroneles
- Contigo sí
- La pícara Coco